# Municipio de Victoria (condado de Rice)
El municipio de Victoria (en inglés: Victoria Township) es un municipio ubicado en el condado de Rice en el estado estadounidense de Kansas. En el año 2010 tenía una población de 345 habitantes y una densidad poblacional de 3,68 personas por km².

## Historia
El municipio de Victoria fue establecido en 1877.

## Geografía
El municipio de Victoria se encuentra ubicado en las coordenadas 38°28′29″N 98°12′10″O / 38.47472, -98.20278. Según la Oficina del Censo de los Estados Unidos, el municipio tiene una superficie total de 93.86 km², de la cual 93.8 km² corresponden a tierra firme y (0.06 %) 0.05 km² es agua.

## Demografía
Según el censo de 2010, había 345 personas residiendo en el municipio de Victoria. La densidad de población era de 3,68 hab./km². De los 345 habitantes, el municipio de Victoria estaba compuesto por el 95.65 % blancos, el 0.29 % eran afroamericanos, el 0 % eran amerindios, el 0 % eran asiáticos, el 0 % eran isleños del Pacífico, el 1.16 % eran de otras razas y el 2.9 % pertenecían a dos o más razas. Del total de la población el 4.06 % eran hispanos o latinos de cualquier raza.